# Йохан V фон Неленбург
Йохан V фон Неленбург (на немски: Johann V (IV) zu Nellenburg; † сл. 14 февруари 1484) е граф на Неленбург в Югозападна Германия и Северна Швейцария и фрайхер на Тенген с Графство Тенген в Хегау в Южен Баден-Вюртемберг.

## Произход и наследство
Той е син на граф Йохан IV фон Еглизау-Неленбург († 1438) и съпругата му Анна Малтерер († сл. 1438), дъщеря на Мартин Малтерер († 1386), ландфогт в Елзас, Зундгау и Близгау, и Анна фон Тирщайн († 1401). Внук е на граф Йохан III фон Тенген-Вартенфелс († 1408) и Маргарет фон Неленбург († сл. 1381). Правнук е на рицар Йохан I фон Тенген († 1381) и Анна фон Вартенфелс († 1364).
През 1422 г. графството Неленбург и ландграфството Неленбург са наследени от господарите на Тенген, които през 1465 г. ги продават на Хабсбургите.

## Фамилия
Йохан V фон Неленбург се жени за Берта фон Кирхберг († сл. 8 юли 1482), дъщеря на граф Еберхард VI фон Кирхберг († 1440) и графиня Агнес фон Верденберг-Хайлигенберг-Блуденц († 1436). Те имат децата:
- Барбара фон Тенген († 1489), омъжена I. на 23 януари 1474 г. за Петер фон Хагенбах († 9 май 1474, обезглавен), II. на 13 август 1475 г. за граф Улрих фон Йотинген († 1477), III. на 29 ноември 1477 г. във Вайтерсвайлер за граф Хайнрих II фон Цвайбрюкен-Бич-Оксенщайн († 1499/1500).
- Якоб фон Тенген(† 1502/10 февруари 1508)
- Еберхард фон Тенген-Неленбург († сл. 21 октомври 1521), граф на Неленбург, фрайхер, господар на Тенген с Графство Тенген в Хегау, майор на Цюрих, женен за Аделхайд фон Монфор-Тетнанг († сл. 2 май 1511)
- Елизабет фон Тенген († сл. 1487)
- Йохан фон Тенген († сл. 1467)

Той има и един син:
- Ханс фон Тенген († сл. 1482)